# Liberalna Partia Gibraltaru
Liberalna Partia Gibraltaru (ang. Libs – Liberal Party of Gibraltar) – gibraltarska liberalna partia polityczna, założona w 1991 roku jako Narodowa Partia Gibraltaru. Przewodniczącym jest Joseph Garcia. Partia opowiada się za samostanowieniem Gibraltaru i utworzeniem dominum brytyjskiego.